# Henri Debehogne
Henri Debehogne (* 30. Dezember 1928 in Maillen, heute ein Ortsteil von Assesse; † 6. Dezember 2007 in Uccle) war ein belgischer Astronom.
Debehogne studierte an der Universität von Namur. Er arbeitete am Königlichen Observatorium von Belgien (Royal Observatory of Belgium) in Uccle/Ukkel und spezialisierte sich in dem Gebiet der Astrometrie von Kometen und Asteroiden.
Er entdeckte mehr als 700 Asteroiden, darunter die Trojaner (6090) 1989 DJ und (65210) Stichius (die letzteren zusammen mit Eric Walter Elst). Nach ihm wurde der Asteroid (2359) Debehogne und nach seiner Frau der Asteroid (2852) Declercq benannt.